# Ljuta (Usch)
Die Ljuta (ukrainisch Люта; slowakisch Ljutá; ungarisch Lyuta) ist ein Fluss in der Westukraine in der Oblast Transkarpatien im Einzugsgebiet der Theiß.
Der Ursprung des Flusses befindet sich südöstlich des Ortes Ljuta im Gebirgsmassiv der Polonyna Runa (Пoлoнинa Рyнa). Danach fließt er in westlicher Richtung und mündet schließlich bei Dubynytschi in die Usch.